# Dia Mundial per a la Prevenció del Suïcidi
El Dia Mundial per a la Prevenció del Suïcidi se celebra cada 10 de setembre amb l'objectiu de conscienciar la població que «el suïcidi es pot prevenir». Aquest esdeveniment és promogut, des del 2003, per l'Associació Internacional per a la Prevenció del Suïcidi (IASP), amb la col·laboració de la Federació Mundial per a la Salut Mental (WFMH) i l'Organització Mundial de la Salut (OMS). Segons l'OMS, «la prevenció del suïcidi és una necessitat que no s'ha abordat de forma adequada a nivell mundial degut bàsicament a la manca de sensibilització sobre la importància d'aquest problema i al tabú que l'envolta i que impedeix que se'n parli obertament». També alerta que «cada 40 segons una persona acaba amb la seva vida i que, amb 800.000 casos cada any, el suïcidi ja és la causa principal de defunció no natural entre la població mundial d'entre 15 i 29 anys. La taxa s'ha quadruplicat en aquesta franja d'edat des del 1980».
| 0 - 5 5 - 10 | 10 - 15 15 - 25 | 25 - 35 Majors de 35 | Sense dades |

## Temes per any
| Any  | Tema                                                                                       |
| ---- | ------------------------------------------------------------------------------------------ |
| 2019 | «Treballant tots junts per a la prevenció del suïcidi»                                     |
| 2018 | «Treballant tots junts per a la prevenció del suïcidi»                                     |
| 2017 | «Pren-te un minut, salva una vida»                                                         |
| 2016 | «Connectar. Comunicar. Cuidar»                                                             |
| 2015 | «La prevenció del suïcidi: donar suport i salvar vides»                                    |
| 2014 | «La prevenció del suïcidi: tot el món connectat»                                           |
| 2013 | «Estigma: una barrera important en la prevenció del suïcidi»                               |
| 2012 | «La prevenció del suïcidi a tot el món: potenciant els factors de protecció i l'esperança» |
| 2011 | «La prevenció del suïcidi en les societats multiculturals»                                 |
| 2010 | «Família, comunitat i suïcidi»                                                             |
| 2009 | «La prevenció del suïcidi en les diferents cultures»                                       |
| 2008 | «Pensar globalment. Planificar nacionalment. Actuar localment»                             |
| 2007 | «Prevenció del suïcidi al llarg de la vida»                                                |
| 2006 | «Més coneixement, més esperança»                                                           |
| 2005 | «La prevenció del suïcidi és cosa de tothom»                                               |
| 2004 | «Salvant vides, retornant l'esperança»                                                     |
| 2003 | «El suïcidi es pot prevenir»                                                               |